# Microsoft Office 2016
Microsoft Office 2016 (denumit în cod Office 16 ) este o versiune a suitei de productivitate Microsoft Office , succedând atât Office 2013 , cât și Office pentru Mac 2011 și precedent Office 2019 pentru ambele platforme. A fost lansat pe macOS pe 9 iulie 2015 și pe Microsoft Windows pe 22 septembrie 2015, pentru abonații Office 365 .  Asistența generală s-a încheiat pe 13 octombrie 2020, iar majoritatea edițiilor au extins asistența până la 14 octombrie 2025.  Versiunea cu licență perpetuă pe macOS și Windows a fost lansată pe 22 septembrie 2015. Office 2016 necesită Windows 7 SP1, Windows Server 2008R2 SP1 sau OS X Yosemite sau o versiune ulterioară. Este ultima versiune a Microsoft Office care acceptă Windows 7 SP1, Windows Server 2008 R2 SP1,Windows 8, Windows Server 2012, Windows 8.1, Windows Server 2012 R2,versiunile Windows 10 sub 1809 șiWindows Server 2016, ca următoarea versiune,Microsoft Office 2019 va accepta doar versiunile Windows 10 1809 sau mai recente și Windows Server 2019. 

## Funcții noi

### Windows
Noile funcții din versiunea Windows includ posibilitatea de a crea, deschide, edita, salva și partaja fișiere în cloud direct de pe desktop, un nou instrument de căutare pentru comenzi disponibile în Word , PowerPoint , Excel , Outlook , Access , Visio și Project numit „Spune-mi”, mai multe opțiuni „Trimite ca” în Word și PowerPoint și co-autor în timp real cu utilizatorii conectați la Office Online .  Alte caracteristici mai mici includ Insights, o caracteristică alimentat de Bing pentru a furniza informații contextuale de pe web, o bară laterală Designer în PowerPoint pentru a optimiza aspectul de slide - uri, mai multe noi tipuri de diagrame și șabloane în Excel (cum ar fi TreeMap , graficul Sunburst (cunoscut și ca o diagramă inelară), diagramă cascadă , diagramă și histogramă a cutiei și șabloane financiare și de calendar), noi animații în PowerPoint (cum ar fi tranziția Morph), capacitatea de a insera videoclipuri online în OneNote , suport îmbunătățit pentru atașamente pentru e-mailuri în Outlook ( acceptând atât fișiere stocate local, cât și fișiere pe OneDrive sau SharePoint), o funcție de grupuri pentru Outlook și uncaracteristică de prevenire a pierderii datelor în Word, Excel și PowerPoint. 
Microsoft Office 2016 este primul din serie care acceptă formatul de grafică vectorială SVG .
Microsoft Office 2016 nu poate coexista cu aplicațiile Microsoft Office 2013 dacă ambele ediții utilizează programul de instalare Click-To-Run, dar poate coexista cu versiunile anterioare ale Microsoft Office, cum ar fi 2003, 2007 și 2010, deoarece utilizează tehnologia Windows Installer (MSI).  Microsoft cere ca orice versiuni din 2013 să fie dezinstalate, ceea ce va oferi să facă automat, înainte ca versiunile din 2016 să poată fi instalate. 
În ciuda faptului că nu mai acceptă Windows XP, sfaturile de instrumente pentru diferite elemente din panglică (de exemplu, Paragraf, Font, Note de subsol sau Configurare pagină) arată în continuare capturi de ecran ale Office pe Windows XP.

### Mac
Funcțiile noi din versiunea Mac includ o interfață de utilizator actualizată care folosește panglici , suport complet pentru Retina Display și noi funcții de partajare pentru documentele Office. 
În Word, există o nouă filă Design, o caracteristică Insights, care este alimentată de Bing și co-autor în timp real. În Excel, există o caracteristică Diagramele recomandate și secționatoarele PivotTable. În PowerPoint, există variante de temă, care oferă diferite scheme de culori pentru o temă. În Outlook, există o caracteristică Propune timp nou, posibilitatea de a vedea calendarele unul lângă altul și o prognoză meteo în vizualizarea calendarului. 
Outlook 2016 pentru Mac are un suport foarte limitat pentru sincronizarea serviciilor de colaborare în afara e-mailului de bază. 
Cu versiunea 15.25, Office pentru Mac a trecut în mod implicit de la 32 de biți la 64 de biți.  Utilizatorii care necesită o versiune pe 32 de biți din motive de compatibilitate vor putea descărca versiunea 15.25 ca o actualizare manuală, o singură dată, de pe site-ul web Microsoft Office.  Toate versiunile care urmează după 15.25 vor fi doar pe 64 de biți.  Office pentru Mac a primit asistență Touch Bar într-o actualizare pe 16 februarie 2017, după lansarea modelelor MacBook Pro 2016 . Versiunile pe 32 de biți ale Office pentru Mac nu vor rula pe macOS Catalina ; prin urmare, versiunea 15.25 este cea mai veche versiune de Office pentru Mac care va rula pe cea mai recentă versiune de macOS.
Suportul s-a încheiat pentru această versiune pe 13 octombrie 2020, deoarece Office pentru Mac nu are suport extins spre deosebire de omologii săi Windows. 

## Funcții eliminate
În Office 2016 pentru Windows, au fost eliminate o serie de caracteristici: 
- Clip Art și clip art oferite prin Office.com au fost eliminate. În schimb, imaginile pot fi descărcate din Bing Images.
- Suportul pentru imagini EPS a fost eliminat din motive de securitate.
- Panoul de informații despre document a fost eliminat.
- Suportul pentru Exchange Server 2007 a fost eliminat din Outlook.
- Conectorul social Outlook nu mai funcționează.
- PowerPoint nu mai poate deschide fișiere HTML.
- Word nu mai poate publica postări de blog pe Blogger.